# Viaggio nel mondo del paranormale
Viaggio nel mondo del paranormale è un libro scritto da Piero Angela sul tema dei fenomeni paranormali quali: astrologia, chiaroveggenza, chiromanzia, chirurgia psichica, fachirismo, guarigioni medianiche, poltergeist, precognizione, psicobotanica, psicocinesi, rabdomanzia, segni premonitori, spiritismo, telepatia, e altri, inteso a dimostrare che sono tutti fenomeni riconducibili alla ciarlataneria oppure alla creduloneria.
Il libro raccoglie quanto prodotto per la realizzazione di un'inchiesta giornalistica dello stesso Angela, Indagine sulla parapsicologia, trasmessa in Italia dalla Rai nel 1978.
Ha condotto l'indagine interrogando sia famosi sedicenti parapsicologi come Uri Geller o Felicia Parese che studiosi di varie branche scientifiche come astronomi, biologi, fisici, matematici, medici, psicologi e anche prestigiatori che si sono occupati, a vario titolo, di tali fenomeni.
Piero Angela nel libro dimostra che non esiste neanche uno solo di questi cosiddetti "fenomeni paranormali" che sia stato dimostrato scientificamente. Tutti questi presunti fenomeni sono riconducibili con certezza a ben riconosciuti impostori oppure, nel migliore dei casi, a gente che in buonafede crede a cose assurde.

## Edizioni
- Viaggio nel mondo del paranormale. Indagine sulla parapsicologia, Milano, Garzanti Editore, maggio 1978,  pp. 418, cap. 19.
- Viaggio nel mondo del paranormale. Indagine sulla parapsicologia, Collana Oscar Bestsellers n. 1087, Milano, Arnoldo Mondadori Editore, 2000,  pp. 320, cap. 19.
- Viaggio nel mondo del paranormale. Indagine sulla parapsicologia, CICAP, 2018,  pp. 492, cap. 19.